# Rödnäbbad yuhina
Rödnäbbad yuhina (Yuhina nigrimenta) är en fågel i familjen glasögonfåglar inom ordningen tättingar.

## Utseende
Rödnäbbad yuhina är minst av yuhinorna med en kroppslängd på endast 9–10 cm. Ovansidan är matt gröngråbrun, undersidan beigefärgad. På det grå huvudet syns svart haka och tygel, en gråstreckat svart tofs samt en smal, röd näbb.

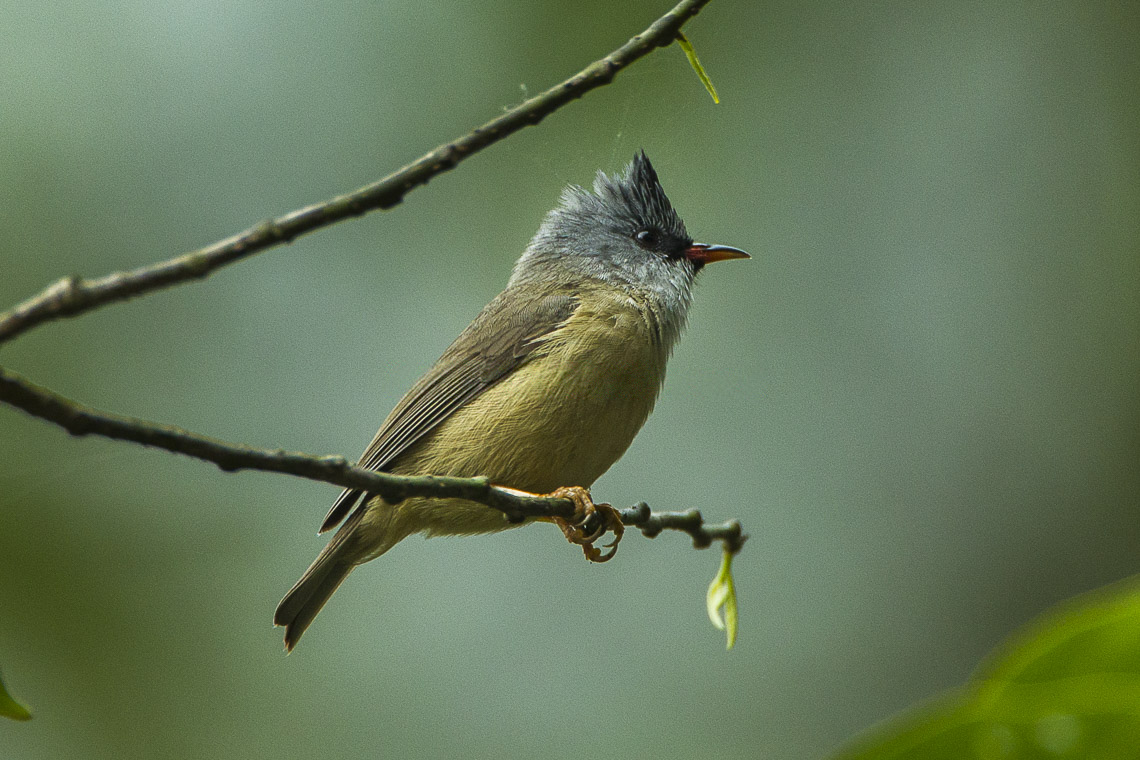
Rödnäbbad yuhina i Bhutan.

Under födosök hörs ett strävt tjatter, medan den ringande och repetetativa sången består av ljusa visslingar.

## Utbredning och systematik
Rödnäbbad yuhina behandlas antingen som monotypisk eller delas in i tre underarter med följande utbredning:
- Yuhina nigrimenta nigrimenta – Himalaya (Garhwal till östra Assam)
- Yuhina nigrimenta intermedia – Myanmar till södra Kina (Liaoning, Sichuan, Yunnan) och norra Indokina
- Yuhina nigrimenta pallida – höglänta områden i sydöstra Kina (nordvästra Fujian, Guangxi och Guangdong)

## Levnadssätt
Fågeln hittas i städesgrön lövskog, ungskog och igenväxta gläntor och hyggen, vanligen mellan 200 och 2000 meters höjd, men i vissa områden upp till 2500 meter. Den födosöker både i trädtaket och i låga buskar, ibland också i gräs, ofta i grupper med upp till 20 fåglar och i artblandade flockar. Födan består av insekter och deras larver, men tar också bär, frön och nektar. 

### Häckning
Rödnäbbade yuhinans häckningstid varierar geografiskt, i Indien från mars till juli. Det korglika boet av mossa och annat material hängs under en gren eller fästs vid bambu. Däri lägger den tre till sex ägg.

## Status och hot
Arten har ett stort utbredningsområde och en stor population, men tros minska i antal till följd av habitatförstörelse och fragmentering, dock inte tillräckligt kraftigt för att den ska betraktas som hotad. Internationella naturvårdsunionen IUCN kategoriserar därför arten som livskraftig (LC).